# 潮風のいたずら
『潮風のいたずら』（しおかぜのいたずら、原題：Overboard）は、1987年のアメリカ映画。

## 概要
『プリティ・ウーマン』の監督のゲイリー・マーシャルによるロマンティック・コメディ。コメディ女優ゴールディ・ホーンが、私生活でもパートナーであるカート・ラッセルと共演している。

## ストーリー
多額の財産を相続したジョアナ・ステイトンは、贅沢なクルーザーや夫のグラント・ステイトン三世と共に、豪奢な生活を満喫している。オレゴン州エルク・コーブという海辺の町（架空）でヨットの修理を待つ間、ジョアナは船内のクローゼットを改装するために地元の大工ディーン・プロフィット（4人の息子を持つ男やもめ）を雇う。ディーンは質の高い仕事をするが、彼女は始めにそれを指定していなかったのだが、ディーンが杉材ではなく樫材を使用したため、難癖を付ける。 
ディーンは、それまで行った仕事の対価が支払われるなら、クローゼットを作り直すことに同意するが、ジョアナは取り合わない。2人は口論になり、彼は彼女の自分だけは特別だと思っている様な態度を非難する。怒ったジョアナはディーンと彼の工具箱を水に投げ込む。その夜、クルーザーの出航中、ジョアナは結婚指輪を取りに甲板に出たが、バランスを崩して海に転落してしまう。彼女はその後、ゴミ回収船により海から引き上げられる。記憶喪失となってしまったジョアナは地元の病院に運び込まれる。それを知った夫のグラントはジョアナを病院に迎えに行くが、彼女の状態を見て別なことを思い付く。彼女の財産を自分のものにしてしまおうと、彼はクルーザーに戻り、ジョアナが自分と別れる決心をしたと嘘をつき、若い女性たちとパーティーを開く。
ニュースで彼女の報道を見たディーンは、ジョアナを自分のために働かせて、未払いの手間賃を回収しようと考える。彼は病院に行き、彼女が妻のアニーであり、4人の息子の母親であると伝える。彼女は渋々彼と一緒に家に行くが、その家を見て愕然とする。
ジョアナは最初、ディーンの息子たちや大変な家事を処理するのに苦労するが、すぐに慣れる。彼女は自分の役割をこなすに連れて、息子たちの学校や家族の問題について、そしてディーンが家計のために密かに副業をしていることを知る。彼女は彼に恋をし、彼の息子たちにも親身になる。彼女は家計を合理化し問題を減らし、ディーンに然るべき父親になるよう説得する。
ジョアナはディーンのミニチュアゴルフコースの設計を手伝い、ディーンの夢を実現させる。彼も彼女に恋をするが、彼女を失ってしまうことを恐れて、彼女の正体については明かさない。4か月後、ジョアナの母イーディスは何が起こったのかを知り、グラントを問い詰める。彼は渋々、女性たちとのパーティーを止め、ジョアンナを迎えにエルク・コーブに戻ることを余儀なくされる。ジョアナの記憶は彼に会った途端に回復する。自分が操作されていたことに気づき、取り乱したジョアナはグラントと共にクルーザーでニューヨークに向かう。
ジョアナは、以前と同じ生活は退屈だと感じ、また、グラントとイーディスがクルーザーのスタッフをぞんざいに扱うことに不快感を抱く。彼女は執事のアンドルーと他の乗組員たちに対してひどい仕打ちをしていたことを謝罪し、ディーンと息子たちと一緒にいた時がどれほど幸せだったかに気づき、クルーザーをエルク・コーブに向けさせる。
翌朝、グラントはジョアナが進路を変えたことを知り、半狂乱になる。彼はクルーザーを独占している間、故意にジョアナを放っておいて、彼女のいない間に他の女性と何度も関係を持ったことを認める。
ディーンと息子たちはジョアナを救出するために沿岸警備隊の船でクルーザーに近付くが、鮭の密猟者が発見されたために船はそちらへ向かうことを余儀無くされる。彼女は船が離れていくことに驚き、ディーンの気が変わったのかと思う。彼は船の後ろに走りジョアナに対して叫ぶ。そして彼は彼女のところへ泳ぐために水に飛び込み、彼女も同様に海に飛び込む。怒り狂ったグラントは弓矢でジョアナを狙うが、執事のアンドルーによって海に突き落とされてしまう。
ディーンは最初、ジョアナが自分のために裕福な生活を捨てたのだと思ったが、彼女はお金とクルーザーは自分のものだと言う。その後、2人は沿岸警備隊の船に引き上げられ、クリスマスプレゼントのリストを作成している4人の息子たちの上に立つ。ディーンはジョアナに、彼女がまだ持っていないもので何かあげられるだろうかと尋ねる。彼女は「小さな女の子」と答え、ボートが夕日に向かって航行する中、2人はキスをする。

## キャスト
| 役名                     | 俳優                     | 日本語吹替                                                     | 日本語吹替        |
| 役名                     | 俳優                     | TBS版                                                          | 機内上映版        |
| ------------------------ | ------------------------ | -------------------------------------------------------------- | ----------------- |
| ジョアナ                 | ゴールディ・ホーン       | 小宮和枝                                                       | 藤田淑子          |
| ディーン                 | カート・ラッセル         | 江原正士                                                       | 屋良有作          |
| グラント・ステイトン三世 | エドワード・ハーマン     | 池田勝                                                         | 家弓家正          |
| エディス・ミンツ         | キャサリン・ヘルモンド   | 竹口安芸子                                                     | 中西妙子          |
| ビリー                   | マイケル・ハガティ       | 島香裕                                                         | 郷里大輔          |
| アンドリュー             | ロディ・マクドウォール   | 富山敬                                                         | 矢田耕司          |
| トラビス                 | ブライアン・プライス     | 亀井芳子                                                       | 上村典子          |
| グレッグ                 | ジェイミー・ワイルド     | 小林優子                                                       | 山田栄子          |
| チャーリィ               | ジャレッド・ラッシュトン | 木藤聡子                                                       | 下奥明美          |
| ジョーイ                 | ジェフリー・ワイズマン   | こおろぎさとみ                                                 | 渡辺菜生子        |
| バーブリッジ夫人         | ドリス・ヘス             | 秋元千賀子                                                     | 鈴木れい子        |
| キャプテン・カール       | フランク・キャンパネラ   |                                                                | 田中亮一          |
| ノーマン・コーマン医師   | ハーヴェイ・ミラー       |                                                                | 塩屋浩三          |
| ウィルバー・バット       | フランク・バクストン     |                                                                | 矢田耕司          |
| ローズ・バッド           | キャロル・ウィラード     |                                                                | 山田栄子          |
| ガーティ                 | モナ・エルダン           |                                                                | 山田栄子          |
| ウェイトレス             | ルシンダ・クロスビー     |                                                                | 山田栄子          |
| グローリア               |                          |                                                                | 山田栄子          |
| チュナッティ             |                          |                                                                | 田中亮一          |
| ルーカス                 |                          |                                                                | 戸谷公次          |
| 役不明又はその他         |                          | 峰恵研 城山知馨夫 秋元羊介 小室正幸 小野健一 星野充昭 森川智之 | 池水通洋 平野正人 |

このほか、ヘクター・エリゾンドがクレジットなしで出演している。
- TBS版：初回放送日1993年6月16日(水)『水曜ロードショー』

演出：伊達康将、台詞：徐賀世子、プロデューサー：上田正人（TBS）、制作：東北新社／TBS
- 機内上映版：

演出：高桑慎一郎、翻訳：ロスミチエ、担当：林幸夫（東映動画国際部）、調整：整音スタジオ、スタジオ：整音スタジオ、制作：東映動画、協力：青二企画

## スタッフ
- 監督：ゲイリー・マーシャル
- 製作：アレクサンドラ・ローズ、アンシア・シルバート
- 脚本：レスリー・ディクソン
- 撮影：ジョン・A・アロンゾ
- 音楽：アラン・シルヴェストリ

## リメイク
日本では1991年に所ジョージと阿木燿子の主演による『ステキなわがままママ』（TBS、ドラマチック22） という単発ドラマが制作・放映され、韓国では、ハン・イェスル主演で、『ファンタスティック・カップル』という題名でテレビドラマ化された。
2018年には、エウヘニオ・デルベスとアンナ・ファリス主演で『オーバーボード』の題でリメイクされた。